# Оллвілл (Міссурі)
Оллвілл (англ. Aullville) — селище (англ. village) в США, в окрузі Лафаєтт штату Міссурі. Населення — 77 осіб (2020).

## Географія
Оллвілл розташований за координатами 39°1′3″ пн. ш. 93°40′40″ зх. д. / 39.01750° пн. ш. 93.67778° зх. д. (39.017495, -93.677882).  За даними Бюро перепису населення США в 2010 році селище мало площу 0,69 км², уся площа — суходіл.

## Демографія
Згідно з переписом 2010 року, у селищі мешкало 100 осіб у 36 домогосподарствах у складі 26 родин. Густота населення становила 145 осіб/км².  Було 39 помешкань (57/км²).
Расовий склад населення:
| - 99,0 % — білих |

До двох чи більше рас належало 1,0 %. Частка іспаномовних становила 0,0 % від усіх жителів.
За віковим діапазоном населення розподілялося таким чином: 23,0 % — особи молодші 18 років, 68,0 % — особи у віці 18—64 років, 9,0 % — особи у віці 65 років та старші. Медіана віку мешканця становила 33,5 року. На 100 осіб жіночої статі у селищі припадало 108,3 чоловіків;  на 100 жінок у віці від 18 років та старших — 108,1 чоловіків також старших 18 років.
Середній дохід на одне домашнє господарство  становив 45 558 доларів США (медіана — 48 125), а середній дохід на одну сім'ю — 47 780 доларів (медіана — 42 500). За межею бідності перебувало 26,3 % осіб, у тому числі 46,4 % дітей у віці до 18 років та 0,0 % осіб у віці 65 років та старших.
Цивільне працевлаштоване населення становило 25 осіб. Основні галузі зайнятості: освіта, охорона здоров'я та соціальна допомога — 36,0 %, роздрібна торгівля — 28,0 %, фінанси, страхування та нерухомість — 8,0 %, мистецтво, розваги та відпочинок — 8,0 %.